# 黎銘澤
黎銘澤（英語：Jacky Lai Ming-chak，1991年12月30日—），前香港西貢區議會軍寶選區議員，屬香港泛民主派一員。

黎銘澤出生於香港，已婚，畢業於香港中文大學政治與行政學系。黎銘澤曾任香港中文大學學生會外務副會長及香港專上學生聯會代表會主席。
他外表酷似電視藝人陳百祥。

## 從政
由2014年12月起，擔任立法會議員范國威助理。
於2015年4月，新民主同盟召開記招，指民主黨陳展浚違反協調機制，於其居住屋苑所屬的軍寶區服務。但不少民主派西貢區議員指岀，民主動力協調岀現失誤，以抽籤決定岀選優先權，亦指新同盟違反西貢泛民以民調作協調的共識，令服務三年的陳展浚無法於協調機制上取得優先；並指新民主同盟黎銘澤是空降及欠缺地區工作。
在2015年，黎銘澤以新民主同盟身份參與區議會選舉，並於西貢軍寶選區出選。於提名期前夕，曾因被前民主黨成員陳展浚提出「一命換一命 」而到廉署舉報，但廉署未有採取任何行動，但陳展浚於選舉刊物中列出獲民主派立法會議員及區議員支持；黎銘澤最終以784票勝出，成為該屆區議會選舉得票率最低及得票最低的當選者，擊退同區另外四名候選人，當選西貢區議員，黎在上任前的一個電視節目上曾被居民質疑甚少落區。這個問題在往後一屆的2019年區選亦為其對手李嘉欣提及，並以「踢走慵懶」為其宣傳海報內容。
2019年6月反送中運動爆發，黎銘澤均有參與各次和理非遊行及三罷。於同年9月21日防暴警察在將軍澳站外大肆施放催淚彈，黎銘澤以區議員的身分調停並阻止防暴警察繼續胡亂施放催淚彈，及後被防暴警察用胡椒噴霧正面擊中。同年11月24日，黎銘澤再以新民主同盟身份參與區議會選舉尋求連任，並以3346票擊退宣稱無黨派的李嘉欣，成功連任。及後於翌日前往理工大學聲援仍留守的學生。
2021年4月8日，他在Facebook發文，表示政府宣誓的目的是要明目張膽竊取2019年選舉結果，認為政府製造法律打壓異己，作政治檢控，並指出香港短期內未必再有有意義的選舉。經過思考多時後決定不會宣誓，並計劃在4月底辭去區議員一職，同時退出新民主同盟。同月，有報章透露黎已前往英國。

## 香港區議會選舉結果
| 政党   | 政党             | 候选人    | 票数 | %     | ± |
| ------ | ---------------- | --------- | ---- | ----- | - |
|        | 獨立             | ①. 李國培 | 534  | 18.62 |   |
|        | 將軍澳民生關注組 | ②. 陳展浚 | 480  | 16.74 |   |
|        | 獨立             | ③. 李新   | 583  | 20.33 |   |
|        | 專業動力         | ④. 黃天佑 | 487  | 16.98 |   |
|        | 新民主同盟       | ⑤. 黎銘澤 | 784  | 27.34 |   |
| 多数票 | 多数票           | 多数票    | 201  | 7.01  |   |

| 政党   | 政党       | 候选人    | 票数  | %     | ±      |
| ------ | ---------- | --------- | ----- | ----- | ------ |
|        | 新民主同盟 | ①. 黎銘澤 | 3,346 | 62.40 | ▲35.1  |
|        | 獨立       | ②. 李嘉欣 | 2,016 | 37.60 | 不適用 |
| 多数票 | 多数票     | 多数票    | 1,330 | 24.80 | ▲17.80 |